# Исламское движение Узбекистана
Исла́мское движе́ние Узбекистана (узб. Oʻzbekiston islomiy harakati / Ўзбекистон исломий ҳаракати, араб. حركة أوزباكستان الإسلامية‎) — исламистская террористическая организация, созданная в 1996 году бывшими членами ряда запрещённых в Узбекистане политических партий и движений, включая «Адолат уюшмаси» («Общество справедливости»), «Исламская партия Возрождения», «Исламская партия Туркестана», «Ислом Лашкарлари» («Воины Ислама») и др. Политическим руководителем движения стал Тахир Юлдашев, руководителем военного звена — Джума Ходжиев (Намангани). 4 февраля 2003 года Верховный суд РФ признал организацию террористической и запретил её деятельность на территории России.
ИДУ рассматривается в качестве террористической организации многими странами мира, включая Россию и США.
Деятельность ИДУ преследуется властями Узбекистана, поэтому большинство руководителей и рядовых членов движения находится в эмиграции. Штаб-квартира до начала войны в Афганистане располагалась в Кандагаре (Афганистан).
Многие из членов ИДУ принимали участие в гражданской войне в Таджикистане на стороне Объединённой таджикской оппозиции (ОТО). Во время процесса внутритаджикского урегулирования полевые командиры ИДУ отказались выполнять условия соглашения, подписанного между правительством и ОТО. В августе 1999 года отряды ИДУ (численностью почти в 1000 человек) вторглись с территории Северного Таджикистана в южные районы Кыргызстана (Баткенские события). В октябре того же года отряды движения покинули территорию этой республики.
В августе 2000 года члены группировки захватили в горах Памиро-Алая четверых американских скалолазов — Томми Колдуэлла, Бет Родден, Джона Дики и Джейсона Смита, и неделю продержали их в заложниках, прежде чем тем удалось сбежать.
В период войны в Афганистане члены ИДУ принимали участие в сопротивлении объединённым международным силам, во время бомбардировок в ноябре 2001 года погиб военный лидер движения Джума Ходжиев (Намангани).
Вынужденные покинуть Афганистан вооружённые формирования ИДУ, возглавляемые Тахиром Юлдашевым, обосновались в пакистанских провинциях Северный и Южный Вазиристан, где приняли непосредственное участие в Вазиристанских войнах на стороне Талибана против армии Пакистана.
В декабре 2002 года ИДУ организовала теракт в Бишкеке. В мае 2003 года — в городе Ош. Примерно тогда же группировка сменила название на «Исламское движение Туркестана».
Информация об уничтожении Тахира Юлдашева неоднократно распространялась как представителями сил международной коалиции, так и афганской полицией. Согласно последнему сообщению, лидер ИДУ был тяжело ранен в результате ракетного удара, нанесённого американским беспилотным летательным аппаратом в августе 2009 года и впоследствии скончался в госпитале, однако представители Исламского движения Узбекистана опровергали данную информацию вплоть до 2010 года.
После смерти Юлдашева ИДУ возглавил Усман Адил, в конце января 2012 года появилась информация о его уничтожении на территории Афганистана. Впоследствии эта информация оказалась ложной, но уже в апреле Адил погиб на территории Пакистана в результате удара американского беспилотника. В августе 2012 года ИДУ признало гибель Усмана Адила, тогда же было объявлено, что новым лидером ИДУ стал Усман Гази.
6 октября 2014 года из заявлений представителей правоохранительных органов Узбекистана стало известно, что Усман Гази заявил о присоединении своей организации к Исламскому государству. В марте 2015 год в интернете появилось видео, на котором группировка приносит присягу представителю Исламского государства в провозглашенной провинции Хорасан (вкл. Афганистан и Пакистан) — Хафизу Саиду Хану.

## Участие в конфликтах
- Гражданская война в Таджикистане — на стороне ОТО.
- Гражданская война в Афганистане (1992—2001) — на стороне Талибана.
- Баткенские события — против правительственных войск Кыргызстана и Узбекистана.
- Война в Афганистане (2001—2021) — на стороне Талибана.
- Вазиристанская война — на стороне Вазиристана.
- Предположительно[13] участвовали в беспорядках на юге Кыргызстана в 2010 году на стороне свергнутого Бакиева.
- Засада на колонну правительственных войск Таджикистана в ущелье Камароб — против правительственных войск Таджикистана.
- Война в Афганистане (с 2015) — в составе Исламского государства.